# Glojéné (Teteven)
Pour les articles homonymes, voir Glojéné.
Glojéné est un village de l'ouest de la Bulgarie, situé dans la municipalité de Tétéven, région de Lovétch.

## Histoire
L'origine du village est incertaine mais les différentes sources la relient au prince de Kiev, Georgi Gloj, à qui le roi de Bulgarie Ivan Assen II aurait donné un fief dans cette région. Le prince aurait fondé le village en 1223 et il porte le nom de son fondateur.

## Galerie

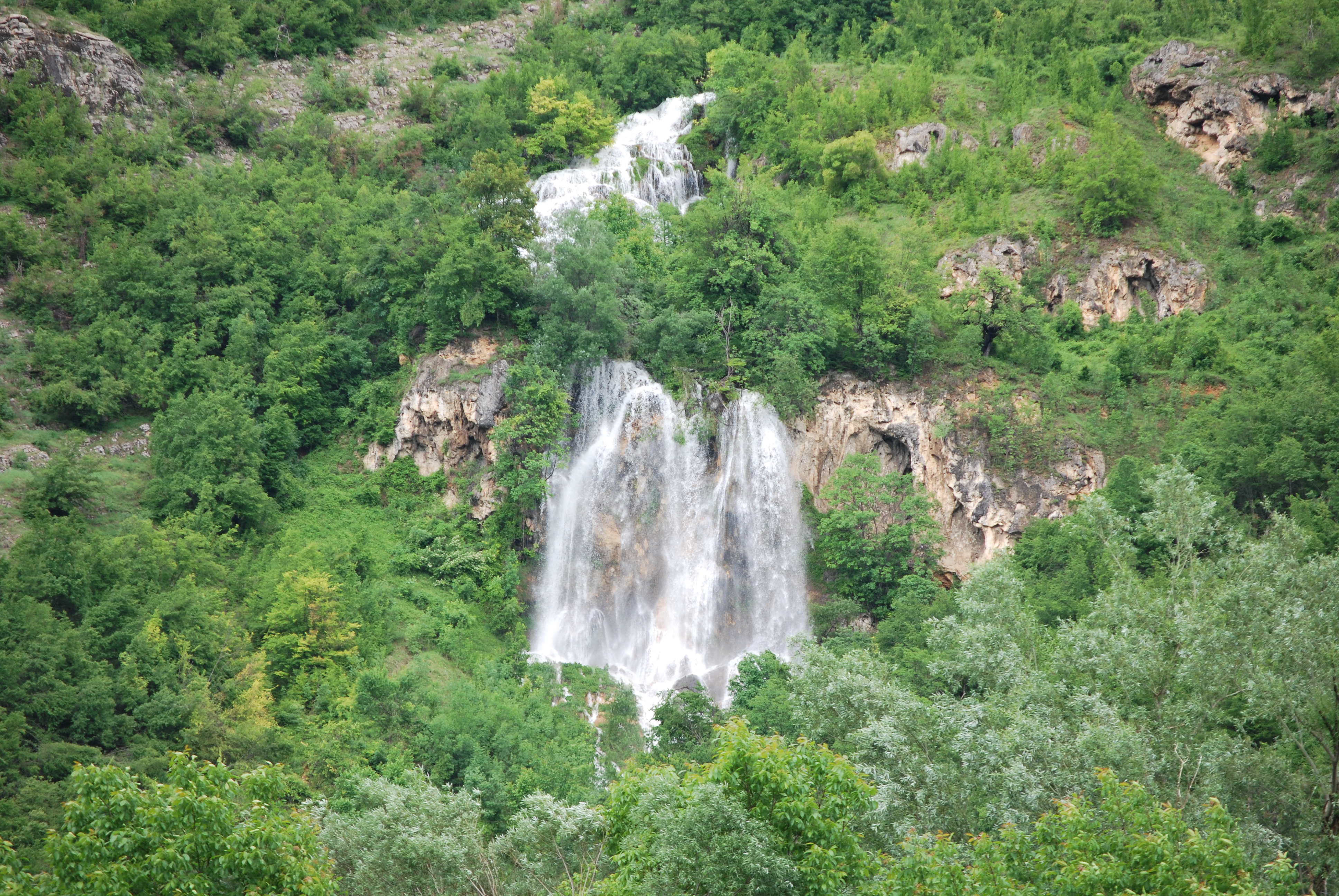
Les chutes d'eau de Glojéné
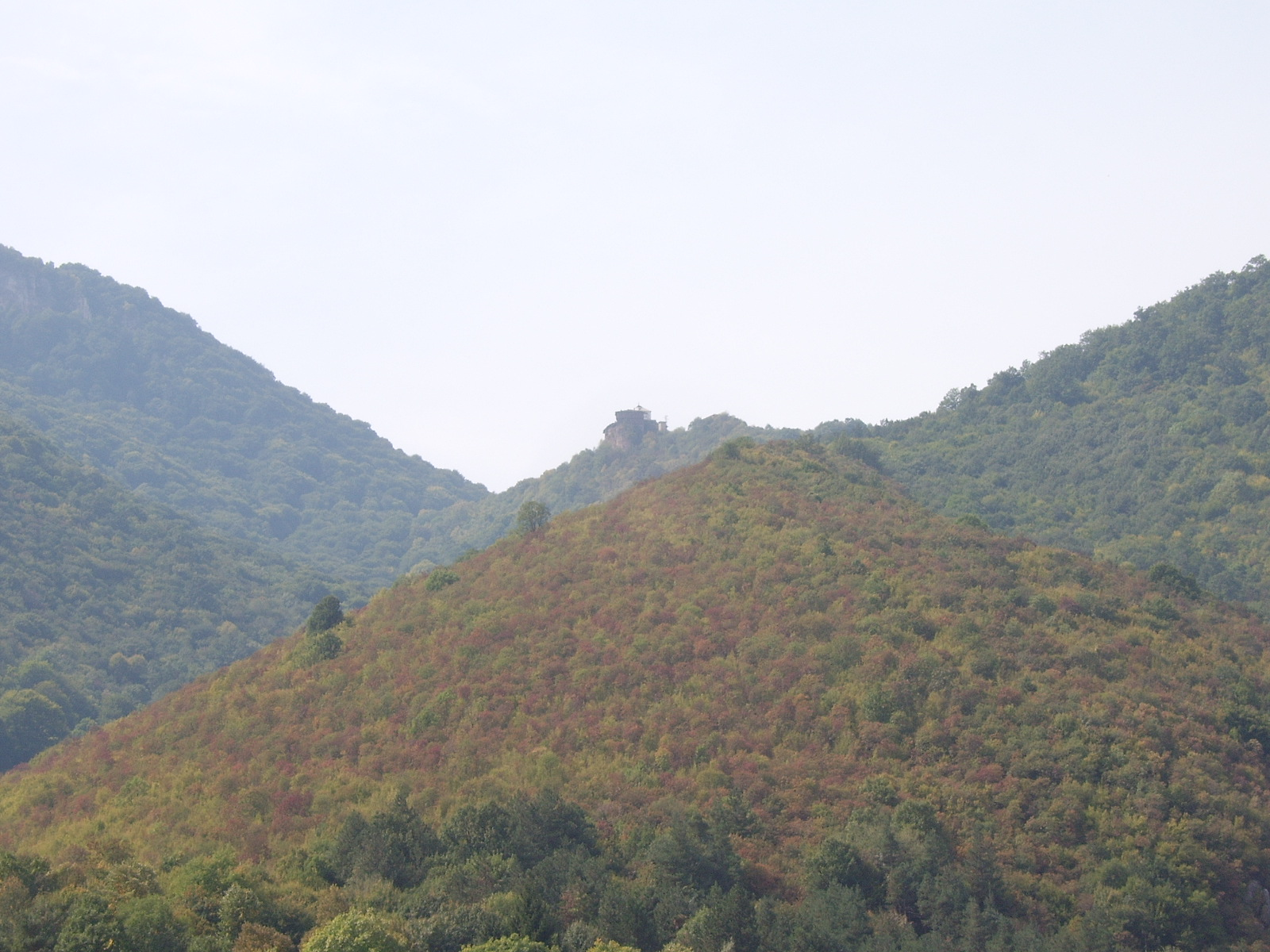
Le monastère de Glojéné